# Thanington
Thanington, ou Thanington Without, est une localité du comté du Kent, en Angleterre.
Sa population était de 2 662 habitants en 2011.